# Chateau Marmont
Chateau Marmont is een historisch hotel op de Sunset Boulevard in West Hollywood, in de Amerikaanse staat Californië. Het gebouw uit 1927 bestond aanvankelijk uit luxeappartementen en was losjes gebaseerd op het ontwerp van het Kasteel van Amboise in de Franse Loiredal. In 1931 werd het omgevormd tot een hotel. Chateau Marmont is erkend als Los Angeles Historic-Cultural Monument.
Verschillende beroemde artiesten, fotografen, schrijvers en scenaristen, waaronder Hunter S. Thompson, Annie Leibovitz, Dorothy Parker, Bruce Weber, F. Scott Fitzgerald, Tim Burton, Jay McInerney en Sofia Coppola, hebben er verbleven.
John Belushi overleed in het hotel aan een drug overdosis op 5 maart 1982.